# خمس جوامع
خمس جوامع (به عربی: خمس جوامع) یک شهرداری در الجزایر است که در استان مدیه واقع شده‌است. خمس جوامع ۷٬۵۸۸ نفر جمعیت دارد.